# BVP-M2 SKCZ
BVP-M2 SKCZ je bojové vozidlo pěchoty, které představuje výsledek spolupráce českého a slovenského obranného průmyslu. Společný tým české společnosti EXCALIBUR ARMY a slovenských firem VOP Trenčín a EVPÚ představil tento projekt modernizovaného BVP na výstavě IDET 2013. Cílem této komplexní modernizace je přizpůsobení novému bezpečnostnímu prostředí a prodloužení životnosti vozidel o 20 let. Modernizované vozidlo je také označováno jako IFV Šakal.
Na výstavě Eurosatory 2014 představila společnost EXCALIBUR ARMY modernizované bojové vozidlo pěchoty BMP-M2-EXCALIBUR, jinou verzi modernizovaného BVP-M2 SKCZ Šakal. Vozidlo BMP-M2-EXCALIBUR využívá podvozek BVP-1 a je vyzbrojené izraelskou bezosádkovou věží SAMSON MK II s 30mm rychlopalným kanónem Mk.44 Bushmaster II a dvěma protitankovými řízenými střelami Spike.

## Vývoj
Armáda České republiky a Ozbrojené síly Slovenské republiky disponují bojovými vozidly pěchoty BVP-1 a BVP-2, která představují domácí licenční variantu sovětské řady BMP. Technická životnost těchto vozidel bude vyčerpána do konce roku 2015 a obě armády proto uvažují o jejich náhradě. Na vlastním projektu modernizace BVP spolupracuje několik českých a slovenských firem od roku 2010. Vývoj probíhal bez finanční pomoci České nebo Slovenské republiky.
Výsledné vozidlo mělo být schopné nasazení v konvenčním konfliktu, ale též v zastavěném prostředí v podmínkách asymetrického konfliktu, kde hrozí útoky improvizovanými výbušnými systémy (IED) a přenosnými protitankovými prostředky. Za tímto účelem bylo nutné odstranit slabiny původní konstrukce a přizpůsobit technické vybavení modernímu bojišti.

## Technický popis
Podle výrobce využívá BVP-M2 SKCZ 50 až 60 % součástek původních bojových vozidel, zejména pojezdové části. Nově vyrobená korba z vrstveného pancíře je o 27 cm vyšší a její vlastnosti snižují zjistitelnost ve viditelném a blízkém infračerveném spektru. Základní balistická odolnost korby je na úrovni 3 dle normy STANAG 4569, což znamená odolnost vůči projektilům ráže 7,62 × 51 mm NATO a 7,62 × 54 mm R. Přídavné pancéřování zvyšuje odolnost na úroveň 4 (proti munici ráže 14,5 × 114 mm). K dispozici je rovněž mřížová ochrana typu SLAT a počítá se s možností instalace aktivní ochrany. Protiminová ochrana dna korby je na úrovni 1, odolnost proti výbuchům pod pásy na úrovni 2a. Odolnost vozidla je dále zvýšena zavedením nově zavěšených sedaček posádky, automatického protipožárního systému v prostoru motoru, protivýbuchového systému v prostoru posádky a výsadku či rušičem dálkově iniciovaných IED.
Přepracovaná ergonomie vozidla vedla ke zlepšení životních podmínek převážených vojáků – došlo například k odstranění palivové nádrže a akumulátorové baterie v prostoru výsadku a zvýšení vnitřního prostoru na 1300 mm. Posádka má k dispozici dvojici nezávislých topení a klimatizaci, okolí vozidla je monitorováno nezávislým kamerovým systémem, nechybí diagnostický systém ani radiostanice kompatibilní se standardem NATO. Na zádi se nachází nová hydraulicky nebo ručně ovládaná sklopná rampa s jednokřídlovými nouzovými dveřmi. Zvýšená hmotnost vozidla jej připravila o možnost plavby, ale nabízí se možnost přepravy taktickými transportními letouny kategorie C-130.
Zastaralá sovětská pohonná jednotka je nahrazena tzv. power-packem, který obsahuje naftový přeplňovaný motor Caterpillar C9.3 o výkonu 300 kW, maximální kroutící moment je 2300 Nm. Původní převodovka zůstala zachována, ale byla upravena pro řazení v automatickém či poloautomatickém režimu. Nouzové ruční řazení je určeno pro případ poruchy nebo odsun vozidla.

## Výzbroj
BVP-M2 SKCZ je vyzbrojeno slovenskou dálkově ovládanou (bezosádkovou) věží TURRA-30. Komplet je osazen kanónem 2A42 ráže 30 mm a 7,62mm kulometem PKT. Alternativní výzbroj představují například kanony CZ 30 či Mk44 Bushmaster II nebo kulomet NSVT ráže 12,7 mm. Protitanková výzbroj v podobě protitankových řízených střel Spike-LR nebo 9M113 Konkurs může být umístěna na konzoli na levém boku věže. Zbraně jsou gyroskopicky stabilizované ve dvou rovinách za účelem zvýšení přesnosti a efektivity střelby za jízdy.
TURRA-30 disponuje též senzorovým blokem s televizní kamerou, infračerveným čidlem a laserovým dálkoměrem, dále vrhači zadýmovacích granátů, moderními pozorovacími a zaměřovacími přístroji pro velitele a střelce/operátora, umožňující činnost ve dne, v noci i za ztížených povětrnostních podmínek.